# 孔多爾穆尤南山
11°05′53″S 75°38′40″W / 11.09806°S 75.64444°W
孔多爾穆尤南山（Kuntur Muyunan），是秘魯的山峰，位於該國中部胡寧大區，由錢查馬約省的錢查馬約區負責管轄，屬於安地斯山脈的一部分，海拔高度4,200米。